# نفرنفرور

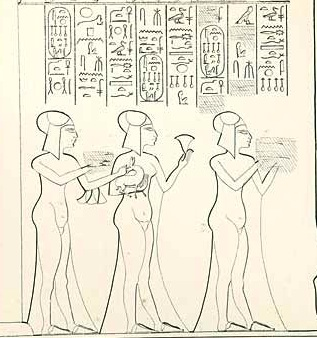
از چپ به راست: ستپ‌ان‌رع، نفرنفرور و نفرنفروآتون تاشیریت در دوربار در سال دوازدهم.

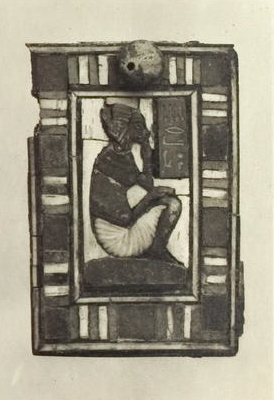
درب جعبه که تصویر نفرنفرور (نفرنفرور رع) را با نام او نشان می‌دهد.

نفرنفرور (مصری باستان: nfr-nfr.w-rꜥ؛ سدهٔ ۱۴ پیش از میلاد مسیح) یا نفرنفرور رع شاهدخت اهل مصر باستان و از دودمان هجدهم مصر بود. او پنجمین دختر از شش دختر شناخته‌شدهٔ فرعون آخناتون و همسر بزرگ سلطنتی او نفرتیتی بود.

## خانواده
نفرنفرور در سال‌های هشتم یا نهم سلطنت پدرش فرعون آخناتون در شهر عمارنه به دنیا آمد. او چهار خواهر بزرگتر به نام‌های میریت‌آتون، مِکِت‌آتون، عنخ‌اسن‌آمون و نفرنفروآتون تاشیریت داشت و همچنین یک خواهر کوچکتر به نام ستپ‌ان‌رع.

## زندگی
یکی از نخستین تصاویر نفرنفرور در یک نقاشی دیواری از خانه پادشاه در عمارنه به‌تصویر کشیده شده است. او در این نگاره در حال نشستن روی بالش با خواهرش نفرنفروآتون تاشیریت نمایش داده شده است. این نقاشی به حدود سال ۹ سلطنت فرعون آخناتون تعلق دارد و کل خانواده در آن به تصویر کشیده شده‌اند، از جمله نوزاد خانواده و کوچک‌ترین فرزند آنها به نام ستپ‌ان‌رع.
نفرنفرور همچنین در دوربار سال دوازدهم در «مقبره ناظر» بخش‌های سلطنتی مریرع دوم در عمارنه به تصویر کشیده شده است. فرعون آخناتون و نفرتیتی در حال نشسته در یک کیوسک به تصویر کشیده شده‌اند و هدایای سرزمین‌های بیگانه را دریافت می‌کنند. دختران این زوج سلطنتی پشت سر والدینشان ایستاده‌اند. نفرنفرور دختر وسط در ردیف پایین است. او در دست راست خود یک غزال و در دست چپ خود یک گل نیلوفر نگه داشته است. او درست پشت سر خواهرش نفرنفروآتون تاشیریت ایستاده است. خواهرش ستپ‌ان‌رع نیز پشت سر او ایستاده و در حال نوازش غزال است.

## مرگ و دفن
احتمالاً نفرنفرور در سال‌های سیزدهم یا چهاردهم سلطنت آخناتون درگذشته است، شاید بر اثر طاعونی که در این زمان در مصر شیوع یافت. او در یک صحنه غایب است و نام او در صحنه‌ای دیگر در مقبره سلطنتی در عمارنه پوشانده شده است. به‌طور خاص، در دیوار C از اتاق {\displaystyle \alpha } در مقبره سلطنتی نام او در میان پنج شاهزاده خانم ذکر شده است (این فهرست شاهزاده کوچکتر، ستپ‌ان‌رع که احتمالاً در این زمان مرده بوده است را شامل نمی‌شود)، اما بعدها با گچ پوشانده شد. در دیوار B از اتاق  {\displaystyle \gamma } او از صحنه‌ای که والدینش و سه خواهر بزرگترش – میریت‌آتون، عنخ‌اسن‌آمون و نفرنفروآتون تاشیریت – در حال سوگواری بر مرگ شاهدخت دوم، مکتاتن هستند، غایب است. این نشان می‌دهد که او احتمالاً مدت کوتاهی قبل از اتمام تزئینات این اتاق‌ها درگذشته است. ممکن است نفرنفرور در واقع در اتاق {\displaystyle \alpha } گورستان سلطنتی دفن شده باشد.
یک فرضیه دیگر آن است که او ممکن است در مقبره ۲۹ در عمارنه دفن شده باشد. این نظریه بر اساس یک دسته گلدان با حکاکی‌ای است که طرح داخلی اتاق (اتاق دفن) نفرنفرور را تشریح می‌کند. اگر نفرنفرور در مقبره ۲۹ دفن شده باشد، این ممکن است بدین معنا باشد که گورستان سلطنتی در زمان دفن او بسته و مهر و موم شده بود و او ممکن است پس از مرگ پدرش آخناتون درگذشته باشد.

## اشیاء دیگری که به نفرنفرور اشاره می‌کنند
درب یک جعبه کوچک (JdE 61498) که عکس نفرنفرور را در خود دارد در میان گنجینه‌های توت‌عنخ‌آمون پیدا شده است و این شاهدخت را در حالت نشسته، با انگشتی که به دهانش فشار داده شده است نشان می‌دهد، همان‌طور که اغلب کودکان بسیار خردسال به تصویر کشیده می‌شدند. روی درب، نام «رع» در نام باستانی او به‌جای علامت دایره‌ای معمول، به صورت آوایی نوشته شده بود.